# Servilias pärla
Servilias pärla var en pärla som Julius Caesar gav till sin älskarinna Servilia. Den beskrevs av historikern Suetonius som en stor svart uniones (en ensam pärla), värd sex miljoner silvermynt, vilket skulle göra den till den mest värdefulla pärlan i världshistorien. Den är förmodligen även den äldsta specifika pärlan som omnämnts i historien.